# Аккольський сільський округ (Таласький район)
Акко́льський сільський округ (каз. Ақкөл ауылдық округі, рос. Аккольский сельский округ) — адміністративна одиниця у складі Таласького району Жамбильської області Казахстану. Адміністративний центр — село Акколь.
Населення — 2073 особи (2021; 2327 у 2009, 3103 у 1999, 6508 у 1989).
Станом на 1989 рік існувала Аккольська сільська рада (село Акколь).